# Polystichum kumamontanum
Polystichum kumamontanum är en träjonväxtart som beskrevs av Kurata. Polystichum kumamontanum ingår i släktet Polystichum och familjen Dryopteridaceae. Inga underarter finns listade.